# Anolis fowleri
Anolis fowleri är en ödleart som beskrevs av  Schwartz 1973. Anolis fowleri ingår i släktet anolisar, och familjen Polychrotidae. Inga underarter finns listade i Catalogue of Life.